# Note (Musik)

Die gebräuchlichsten Notenwerte
Links: ganze Note, darunter: zwei halbe Noten, unten: vier Viertelnoten.
Rechts: Achtelnoten, darunter: 1/16-Noten, unten: 1/32-Noten (jeweils zuerst zwei einzelne Noten mit Fähnchen, dann die vereinfachte Schreibweise als Gruppen mit zusammenfassenden Balken).

Eine Note (mittelhochdeutsch note, mittellateinisch nota) ist in der Musik ein grafisches Zeichen bzw. Symbol zur schriftlichen Aufzeichnung eines Tones oder eines Schlages in einem System von Linien. Ihre Platzierung im Notensystem zeigt im Zusammenhang mit einem Notenschlüssel die Tonhöhe (als Buchstaben) und die Dauer (als mathematisches Verhältnis) eines Tons an, der gespielt werden soll. Ihre äußere Gestalt bezeichnet den Notenwert, aus dem sich – abhängig vom gewählten Tempo – die Tondauer ergibt.

## Elemente eines Notenzeichens

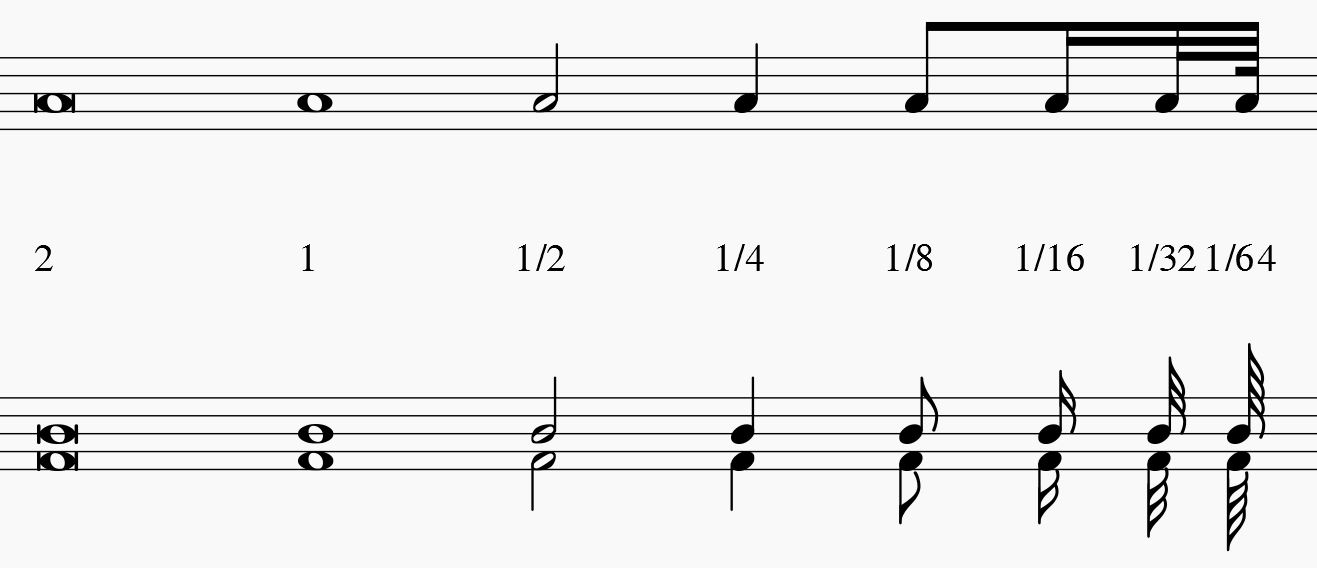
Verschiedene Notenwerte (Brevis, Ganze, Halbe, Viertel usw.)

Eine Achtelnote:
1 = Fähnchen
2 = Notenhals
3 = Notenkopf

Eine Note besteht abhängig von seinem Notenwert aus ein bis drei Elementen:
- Jede Note hat mindestens einen Notenkopf. Ein hohler Notenkopf (schwarzer Rand, innen weiße Fläche) wird für ganze und halbe Noten verwendet. Ein ausgefüllter Notenkopf (voll geschwärzt) wird für kleinere Notenwerte verwendet, also für Viertelnoten, Achtelnoten usw. Eine ganze Note besteht nur aus einem – meistens etwas größer und fetter gedruckten – Notenkopf.
- Alle Notenwerte kleiner als ganze Noten haben einen Notenhals (seltener auch Notenstiel genannt): einen senkrechten Strich, der seitlich am Notenkopf ansetzt. Bei Notenköpfen im oberen Bereich, in der Regel ab der dritten Notenlinie, setzt der Hals links am Kopf an und wird nach unten geführt. Bei tiefer stehenden Notenköpfen setzt der Hals rechts am Kopf an und wird nach oben geführt. Ausnahmen ergeben sich, wenn mehrere Stimmen im selben Notensystem notiert werden: Dann zeigen die Hälse der höheren Stimme nach oben und die der tieferen nach unten. Auch im Fall einer Stimmkreuzung lässt sich somit die Stimmführung in der Regel eindeutig ablesen.
- Kurze Noten ab der Achtelnote haben – wenn sie als einzelne Noten geschrieben werden – zusätzlich ein oder mehrere Fähnchen seitlich am Hals, die immer nach rechts weisen: Achtelnoten haben ein Fähnchen, Sechzehntelnoten haben zwei Fähnchen usw. Häufig stehen jedoch mehrere kurze Noten mit demselben Notenwert hintereinander. Dann werden die Notenhälse in der Regel nicht einzeln mit Fähnchen versehen, sondern zu Gruppen mit entsprechend vielen Balken verbunden. Die Schreibweise mit solchen Querbalken ist eine Vereinfachung – sie erspart dem Musiker das Erkennen zahlreicher einzelner Fähnchen.

Zusätzliche Zeichen:
- Ein Punkt rechts hinter einem beliebigen Notenkopf verlängert den Notenwert um die Hälfte (punktierte Note).
- Weitere grafische Zeichen über oder unter dem Notenkopf können die gewünschte Artikulation oder die Lautstärke eines Tons angeben.

Den Noten entsprechen Pausenwerte, die mit anders geformten Pausensymbolen notiert werden. Auch Pausen können durch einen Punkt um die Hälfte verlängert werden.

## Abgeleitete Begriffe

### „Noten“
Der Plural „Noten“ bezeichnet nicht nur eine Gruppe von einzelnen Noten, sondern auch ein niedergeschriebenes oder gedrucktes Musikstück oder einen Auszug daraus: zum Beispiel ein Manuskript, eine gebundene Partitur oder eine gedruckte Einzelstimme („Sie konnten nicht proben, denn Markus hatte seine Noten zu Hause vergessen“). Der Fachbegriff Musikalien ist etwas weiter, hierzu können im weiteren Sinne zum Beispiel auch Übungsmaterialien gezählt werden.

### Notation
Die schriftliche Aufzeichnung von Musik wird Notation oder Notierung genannt. Man spricht von „Notation“ und „notieren“ auch dann, wenn die Aufzeichnung keine Noten im engeren Sinn enthält, so etwa bei der graphischen Notation.